# Зуб і ніготь
«Зуб і ніготь» (англ. Tooth and Nail) — американський фільм 2007 року.

## Сюжет
До початку двадцять першого століття на Землі закінчилися запаси нафти і газу. Людство почало вимирати. За десять років населення скоротилося в чотири рази. На планеті розпочався хаос і свавілля. Люди, які залишилися в живих, стали кочувати з міста в місто в пошуках їжі. Маленька група таких людей знаходить притулок в порожній лікарні. Там вони рятують молоду дівчину від нападників. Але незабаром з'ясовується, що нападники є канібалами. Вони починають вбивати поселенців одного за іншим, і спіймані в пастку повинні знайти спосіб обдурити переслідувачів.

## У ролях
| Актор              | Роль    |
| ------------------ | ------- |
| Ніколь Дюпор       | Дакота  |
| Райдер Стронг      | Форд    |
| Майкл Келлі        | Вайпер  |
| Александра Баррето | Торіно  |
| Роберт Керрадайн   | Дарвін  |
| Емілі Кетрін Янг   | Нова    |
| Кевін Е. Скотт     | Макс    |
| Зак Робідас        | Юкон    |
| Майкл Медсен       | Шакал   |
| Вінні Джонс        | Монгрел |